# 16650 Sakushingakuin
16650 Sakushingakuin è un asteroide della fascia principale. Scoperto nel 1993, presenta un'orbita caratterizzata da un semiasse maggiore pari a 2,3059989 au e da un'eccentricità di 0,1187043, inclinata di 8,21546° rispetto all'eclittica.
L'asteroide è dedicato alla scuola Sakushi Gakuin a Utsunomiya in Giappone.